# Rudolf Kautek
Rudolf Kautek (* 19. Januar 1933 in Klosterneuburg; † 10. Juli 2006 ebenda) war ein österreichischer Theater- und Hörspielregisseur und Schauspiellehrer.

## Leben
Nach einem Studium der Theaterwissenschaften an der Universität Wien absolvierte Rudolf Kautek eine Schauspielausbildung am Max Reinhardt Seminar. Von 1960 bis 1962 arbeitete er als Regisseur, Dramaturg und Schauspieler am Theater für Vorarlberg, daneben war er am Salzburger Landestheater beschäftigt. Als Regieassistent von Leopold Lindtberg wirkte er von 1961 bis 1967 bei den Salzburger Festspielen. Ab 1965 war Kautek darüber hinaus Oberspielleiter an den Vereinigten Bühnen Graz. 1968 ging er in der gleichen Position an das Wiener Volkstheater. Ab 1974 war er freischaffend an verschiedenen Spielstätten in Österreich, der Schweiz und Deutschland tätig. Zwischen 1978 und 1996 brachte Kautek am Städtebundtheater Biel-Solothurn rund 40 Produktionen auf die Bühne. Als Gast inszenierte er unter anderem am Stadttheater Bern und am Landestheater Innsbruck.
Studienaufenthalte führten Kautek 1975 an die Royal Shakespeare Company in London und 1977 nach Tokio, wo er sich mit dem Nō-Theater und dem Kabuki befasste. Er lehrte von 1962 bis 1965 Schauspiel und Regie am Mozarteum und von 1965 bis 1968 Sprecherziehung an der Universität Graz. Von 1968 bis 1974 unterrichtete er am Max Reinhardt Seminar.
Neben seinen Arbeiten am Theater war Kautek auch umfangreich für den Hörfunk tätig. Für den ORF entstand zwischen 1966 und 1985 eine große Anzahl von Hörspielen unter seiner Regie.
1974 führte Kautek Regie bei der Uraufführung des Stückes Jesus von Ottakring am Volkstheater Wien. In der gleichnamigen Verfilmung von 1975 übernahm er eine kleine Rolle. Dies war eine von zwei nachgewiesenen Arbeiten vor der Kamera.

## Inszenierungen (Auswahl)
- Johann Nestroy: Der Zerrissene – Stadttheater Bern
- Johann Wolfgang von Goethe: – Landestheater Innsbruck
  - Clavigo • Iphigenie auf Tauris •  Torquato Tasso
- Franz Grillparzer: König Ottokars Glück und Ende – Landestheater Innsbruck
- Neil Simon: Ein seltsames Paar – Atelier-Theater Bern
- Gabriel Barylli: Honigmond – Sommertheater Winterthur
- Carlo Goldoni: Der Mann von Welt – Bregenzer Festspiele
- William Shakespeare: – Theater Koblenz
  - Othello • Wie es euch gefällt • Der Widerspenstigen Zähmung
- Hugo von Hofmannsthal: Cristinas Heimreise – Vereinigte Bühnen Graz
- Johann Nestroy: Der böse Geist Lumpacivagabundus – Hessisches Staatstheater Wiesbaden

### Arbeiten am Städtebundtheater Biel-Solothurn
- August Strindberg: Der Totentanz
- Luigi Pirandello: Sechs Personen suchen einen Autor
- Max Frisch: Andorra
- Peter Shaffer: Amadeus
- Peter Handke: Das Spiel vom Fragen (Schweizer Erstaufführung, 1992)
- Anton Tschechow: Die Möwe
- George Tabori: Mein Kampf
- Friedrich Dürrenmatt:
  - Die Ehe des Herrn Mississippi • Der Meteor • Der Besuch der alten Dame • Play Strindberg • Die Physiker • Die Panne • Romulus der Große

### Ur- und österreichische bzw. deutschsprachige Erstaufführungen am Volkstheater Wien
- 1969: Ernest Hemingway: Die fünfte Kolonne (DEA)
- 1970: William Witcherly: Ein Freund der Wahrheit (ÖEA)
- 1970: John Osborne: Ein Patriot für mich – Der Fall Redl (ÖEA)
- 1970: Manfred Vogel: Wintermärchen (nach William Shakespeare) (UA)
- 1971: Jacques Deval: Planung ist alles (DEA)
- 1971: Leo Birinski: Mummenschanz (EA) (Rückübersetzung aus dem Tschechischen)
- 1973: Peter Weiss: Hölderlin (ÖEA)
- 1974: Martin Sperr: Jagdszenen aus Niederbayern (ÖEA)
- 1974: Wilhelm Pellert/Helmut Korherr: Jesus von Ottakring (UA)
- 1975: Christopher Fry: Ein Hof voller Sonne (ÖEA)

## Hörspiele (Auswahl)

### Als Regisseur
- 1966: Howard Fast: Die Affäre Winston
- 1967: Wolfgang Weyrauch: Alexanderschlacht
- 1967: Dieter Meichsner Ein Leben
- 1968: Peter Handke Kaspar
- 1970: Brian Friel: Blinde Mäuse
- 1970: Peter Handke: Hörspiel II
- 1970: Franz Haderer: Er (Co-Produktion mit dem SRF)
- 1971: Adolf Muschg: Das Kerbelgericht
- 1971: Robert Stauffer: Lügensänger
- 1972: Bernd Schroeder: Miteinander, Füreinander
- 1974: Erich Sedlak: Berührungspunkte
- 1975: Rhys Adrian: Zimmer zu vermieten
- 1975: Harald Mueller: Strandgut
- 1977: Hugo von Hofmannsthal: Der Streit
- 1977: Franz Hiesel: Rekonstruktion des Kilian Prein
- 1976: Lope de Vega: Liebe aus Neid oder Des Gärtners Hund
- 1979: Anton Tschechow: Das schwedische Zündholz
- 1979: Theodor Weißenborn: Gesang zu zweien in der Nacht
- 1980: Heinrich Payr: Kellerratten
- 1980: Václav Havel: Protest
- 1981: Federico García Lorca: Bluthochzeit
- 1985: Renate Welsh: Vorfreude

### Als Sprecher
- 1960: Joseph Roth: Die Legende vom heiligen Trinker – Regie: Erich Maria Schill
- 1962: Arkadi Awertschenko: Misch dich nicht in fremde Angelegenheiten – Regie: Hans Krendlesberger
- 1962: Georg Rendl: Vinzenz von Paul – Regie: Erich Maria Schill
- 1963: Marcel Pagnol: Die Frau des Fotographen – Regie: Klaus Gmeiner
- 1964: Arthur Watkyn: Streng geheim – Klaus Gmeiner

### Als Regisseur und Sprecher
- 1974: Alberto Moravia: Frühling
- 1976: Franz Schaudy: Verhältnisse

## Filmografie
- 1975: Jesus von Ottakring
- 1984: Wiener Brut

## Auszeichnungen
- 1969/70: Karl-Skraup-Preis